# Dafydd Elis-Thomas
Dafydd Elis Elis-Thomas, baron Elis-Thomas, né Dafydd Elis Thomas le 18 octobre 1946 à Carmarthen et mort le 7 février 2025, est un homme politique britannique œuvrant au pays de Galles et sur la scène nationale.
Entre 1974 et 1992, il est député des circonscriptions galloises de Merioneth (en) (1974-1983) puis de Meirionnydd Nant Conwy (en) (1983-1992). À l’issue de ces mandats, il est créé pair à vie et intègre la Chambre des lords en 1992. Sur la scène politique galloise, il est membre de l’Assemblée puis du Senedd depuis 1999, élu à Meirionnydd Nant Conwy (1999-2007) puis à Dwyfor Meirionnydd (depuis 2007). Président de l’assemblée nationale pour le pays de Galles entre 1999 et 2011, il devient membre du gouvernement sous la conduite de Carwyn Jones et de Mark Drakeford à partir de 2017.
Politiquement, il appartient au Plaid Cymru, mouvement dont il est le vice-président entre 1979 et 1981 et qu’il préside de 1984 à 1991. Il quitte le parti en 2016 afin de soutenir le gouvernement dirigé par Carwyn Jones. Siégeant désormais en tant qu’indépendant depuis cette date, il renonce en 2020 à se présenter pour un sixième mandat consécutif en vue des élections générales du Senedd de 2021.

## Biographie

### Jeunesse
Thomas est né le 18 octobre 1946 à l'hôpital Priory (Carmarthen) et grandit dans la région de Llandysul (Ceredigion) et à Llanrwst dans la vallée de Conwy,. En 1970, il épouse Elen Williams et a trois fils. Ils ont ensuite divorcé. Du milieu des années 1980 jusqu'en 1992, il vit avec Marjorie Thompson, présidente de la Campagne pour le désarmement nucléaire (CND). En 1993, il épouse Mair Parry-Jones. Il vit à Llandaff, Cardiff (lorsqu'il travaille au Senedd) et à Betws-y-Coed (dans la circonscription d'Aberconwy, mais avant les changements de limites dans sa circonscription).

### Carrière professionnelle
Il est président du Welsh Language Board entre 1994 et 1999, et ancien membre du Arts Council of Wales et du British Film Institute où il est président de Screen entre 1992 et 1999. Il est également administrateur et vice-président de Cynefin Environmental Ltd. entre 1992 et 1999. Ancien professeur d'université, il est également président de Université de Bangor depuis 2000 et est actuellement membre de l'organe directeur de l'Église au pays de Galles. 

### Carrière politique
Après avoir terminé troisième à Conwy en 1970, il est député de la circonscription de Merioneth entre 1974 et 1983, initialement en tant que « bébé de la maison », et de la circonscription de Meirionnydd Nant Conwy de 1983 à 1992,. 
Il est fait pair à vie en 1992, et change son nom de famille de Thomas à Elis-Thomas lui permettant de prendre le titre de baron Elis-Thomas, de Nant Conwy dans le comté de Gwynedd. Il siège en tant que pair crossbencher parce qu'à cette époque, il occupait le rôle apolitique de président du Welsh Language Board ; en 2012, il devient whip Plaid Cymru chez les Lords. 
Elis-Thomas est élu à la nouvelle Assemblée nationale du Pays de Galles en 1999, représentant la circonscription de Meirionnydd Nant Conwy jusqu'aux élections de 2007, puis la circonscription de Dwyfor Meirionnydd. Il occupe le poste de président depuis la création de l'Assemblée en 1999 jusqu'en 2011. Au cours de son mandat en tant que président, il a expulsé la membre de l'Assemblée Leanne Wood de la salle de l'Assemblée lors d'un débat en décembre 2004 après que Wood qualifie la reine Élisabeth II de « Mme Windsor » lors d'un débat et refuse de retirer la remarque. 
À partir de 2011, Elis-Thomas est le porte-parole de Plaid Cymru pour l'environnement, l'énergie et la planification avant de passer aux affaires rurales, à la pêche et à l'alimentation en 2012. En octobre 2016, il quitte Plaid Cymru, mais est resté à l'Assemblée en tant que membre indépendant. En novembre 2017, dans le cadre d'un remaniement du gouvernement gallois, Elis-Thomas est nommé ministre de la Culture, du Tourisme et des Sports. 
Il est également président d'honneur de l'organisation antifasciste Searchlight Cymru. 
Il annonce le 12 avril 2020 sur l'émission Bew Radio Cymru qu'il ne compte pas se représenter aux élections suivantes.